# Клейнот, Виталий Ефимович
Виталий Ефимович Клейнот  (7 декабря 1941 — 1 августа 2013) — советский и российский саксофонист (тенор-саксофонист) и джазмен, аранжировщик, музыкальный продюсер.

## Биография
Виталий Клейнот родился 7 декабря 1941 года в Москве. Вместе с мамой, все родственники которой погибли во время войны, жил в коммунальной квартире на Рождественском бульваре.
С детства Виталий увлекался музыкой. В 15 лет самостоятельно научился играть на кларнете, а после сам освоил саксофон.
В 1962—1965 гг. учился в Московском институте инженеров транспорта (МИИТ). В институтские годы началось его увлечение джазом. Собирая записи Сонни Роллинса, Сонни Стита и Чарли Паркера, он разучивал соло любимых исполнителей на слух.
В институте он записался в музыкальный кружок, ставший для него первым творческим коллективом.
В 1960-х гг. Виталий Клейнот начал выступать с  А. Товмасяном, В.Сакуном, В.Булановым, Г.Гараняном.
Вот что вспоминает о том времени Андрей Товмасян, известный советский джазмен, трубач: “Мы с ним очень сдружились, вместе собирали пластинки, я — в основном трубачей, Клиффорда Брауна и других, он — саксофонистов, Сонни Роллинса, Сонни Стита. Паркера собирали вместе. И я, и Виталий записывали и разучивали соло, целые и куски, учили «ходы» — пассажи и показывали их друг другу.”
С 1965 г. руководил несколькими коллективами в объединении музыкальных ансамблей.
В 1967 году Виталий Клейнот принял участие в Четвертом фестивале молодежных джазовых ансамблей «Джаз-67» в составе квинтета, в который также входили Андрей Товмасян (труба), Валерий Котельников (фортепиано), Владимир Чернов (контрабас), Александр Салганник (ударные). По итогам фестиваля были записаны четыре виниловых диска под общим названием «Джаз-67», в один из которых была включена композиция Виталия Клейнота «Сказка для Алёнушки».
На Пятом джазовом фестивале 1968 года Клейнот выступал уже с собственным квартетом. Его обработка темы И.Дунаевского «Весна идёт» вошла в пластинку «Джаз-68».
"У Клейнота был свой, ни на кого не похожий звук, хотя этот звук не был профессиональным, как у Гараняна и Зубова, тем не менее у него был свой звук, "клейнотовский". Импровизировал "Клей" весьма изобретательно. Помню, как мы долго не могли научиться обыгрывать двойную доминанту, но потом, хорошенько прислушавшись к великим мастерам, научились и этому. Клейнот, как и я, играл в распространенных тональностях: F, C, Bb, Ab, Eb, и в минорных: Dm, Cm, Fm, Gm и т.д."
В 1968—1972 гг. постоянно работал в «Кафе Молодежное» , которое имело в те времена неофициальный статус джаз-клуба, а также кафе «Синяя птица» и «Романтики».
В начале 1970-х создал одну из первых в стране джаз-роковых групп, которая приобрела широкую известность.
По словам Олега Степурко, «…если в 60-х годах на московской джазовой сцене царили музыканты, исповедующие джазовый мейнстрим, и они группировались вокруг кафе «Молодёжное» на улице Горького, то в 70-е годы, когда появился джаз-рок, и музыкальные интересы московских джазменов сместились в сторону этого стиля, – тогда главным бэндом города стала джаз-рок группа Виталия Клейнота».
О большой популярности коллектива в те годы говорит тот факт, что в 1971 году ансамбль Виталия Клейнота был включен в число звёзд отечественного джаза, которые приняли участие в совместном джем-сейшен с музыкантами оркестра Дюка Эллингтона, приезжавшего с гастролями в Советский Союз.
В этот же период Виталий Клейнот начал активно заниматься аранжировкой и звукозаписью. С конца 1973 года он тесно сотрудничал с композитором Александром Зацепиным, с которым познакомился благодаря Георгию Гараняну.
Из интервью А.Зацепина: “Да, он [В.Клейнот] был универсал, играл все, и джаз, и рок, и очень много знал современной популярной музыки, стиль соул в том числе. Я работал с великими музыкантами, это и Георгий Гаранян, и Алексей Зубов, и другие музыканты, которые когда-то играли в оркестре Людвиковского, но когда надо было играть рок, им это было чуждо. Они играли со свингом, а когда надо играть ровные восьмушки, им приходилось ломать себя. А Клейнот привел новых музыкантов, чувствовавших пульс рока”.
Результатом этого плодотворного сотрудничества стали музыкальные треки к известным кинофильмам, среди которых “31 июня”, “Иван Васильевич меняет профессию”, “Между небом и землёй”, а также записи песен Аллы Пугачёвой "Женщина, которая поёт", "Зеркало души" и др.
В 1978 году Виталия Клейнот принял решение завершить карьеру профессионального музыканта, переключившись на продюсерскую деятельность. В 1978 году он стал музыкальным руководителем ВИА «Шестеро молодых», где дебютировал никому ещё не известный тогда эстрадный вокалист Николай Расторгуев.
В 1985 году совместно с Виктором Лившицем (впоследствии — владелец существовавшего в 2000-е гг. джаз-клуба JVL) он открыл «джазовый салон» во Дворце культуры АЗЛК.
В 90-е годы, используя свои знания и опыт работы со звукозаписывающей и акустической аппаратурой, Виталий Клейнот основал компанию по производству акустических систем SoundBrass & KL Acoustics. Наладив в дальнейшем контакты с партнёрами из разных стран мира, он занимался поставкой и комплектацией звукового оборудования, качество которого всегда пользовалось заслуженным уважением у музыкантов.
Будучи предпринимателем, Виталий Клейнот финансово поддерживал различные музыкальные проекты, среди которых можно назвать цикл консерваторских концертов Георгия Гараняна, выступление в Москве таких известных джазовых музыкантов, как Бени Голсон, Куртис Фюллер и Валерий Пономарев.
В последующие годы Клейнот оставался одним из заметных игроков на московском рынке проката и комплектации звуковой аппаратуры — многие московские джаз-клубы и фестивали 1990-х — 2000-х гг. пользовались его помощью.
Последние годы жизни Виталий Ефимович Клейнот провёл в Израиле, тяжело болел, перенёс несколько операций.
Ушел из жизни в Израиле в 2013 году.

## ВИА Шестеро Молодых
В 1977 году Григорий Безуглый, экс-гитарист группы «Круиз», появился на сцене по приглашению Виталия Клейнота, в составе ансамбля «Шестеро молодых».
"Революция" произошла в 78-м, когда в качестве музрука пришёл Виталий Клейнота, а за ним и новые люди: Расторгуев, Безуглый, Файбушевич. Архивная копия от 17 сентября 2019 на Wayback Machine
В 1978 году Клейнот обратил внимание на молодого солиста Расторгуева и пригласил его вокалистом в ВИА «Шестеро молодых» на место покинувшего коллектив Андрея Кирисова. Пару лет спустя к составу присоединился будущий фронтмен группы «Ария» Валерий Кипелов, а в сентябре 1980 году музыканты в полном составе объединились с ВИА «Лейся, песня».

## Записи
Саксофон Клейнота звучит на пластинках:
- Джаз—67[14]
- Джаз—68[15]
- Господин Великий Новгород[16][17]

### Инструментальный Ансамбль П/У В. Клейнота
- Бубен шамана
- Ансамбль Виталия Клейнота — «Песня радости»[18]

### Оркестр П/у В. Клейнота
- Что Было Однажды[19]
- С Любовью Встретиться, Из К/ф "Иван Васильевич Меняет Профессию"[20]
- 2005 Босса Нова: Всё Ещё Самая Красивая Музыка В СССР - Совсем Как На Земле[21]
- 2006 Босса Нова: По-Прежнему Самая Красивая Музыка В СССР - Лето Проходит[22]

### Автор джазовых композиций
- «Это было недавно»
- «Сказка для Аленушки»[23].[24]

## Фильмография
- 31 Июня
- Между небом и землёй (фильм, 1975)
- Повар и певица

## Семья
Дочери:
- Клейнот, Полина Витальевна
- Клейнот, Елизавета Витальевна режиссер[25], режиссер фильма Федька Архивная копия от 21 апреля 2021 на Wayback Machine и режиссер и креативный продюсер  сериала Солдаты (телесериал) , режиссер сериала Студенты